# Fédération Européenne de Psychologie des Sports et des Activités Corporelles
Die Fédération Européenne de Psychologie des Sports et des Activités Corporelles (kurz FEPSAC,  französisch: Europäische Föderation der Psychologie von Sport und Körperlicher Tätigkeiten) ist der seit 1969 bestehende Europäische Verband für Sportpsychologie.
Die FEPSAC stellte 1995 erstmals eine Definition für Sportpsychologie auf. In dieser heißt es:

„Sport psychology as a scientific discipline, as well as a professional field, is loosely associated with, and draws upon, the three areas of (1) sport practice, (2) psychology and (3) other sport sciences. These areas are considered equally valid. All of them have a bearing on the topics, the theoretical foundations, the methodological approaches, and the scientific and ethical standards of sport psychology.“

Sportpsychologie ist demnach also sowohl eine wissenschaftliche Disziplin (der Sportwissenschaften - Mutterwissenschaft allerdings ist die Psychologie)-, als auch ein Berufsfeld, das auf den wissenschaftlichen Grundlagen beruht.